# الحصار البابلي على صور
الحصار البابلي على صور هو حصار فرضه البابليون بقيادة الملك نبوخذ نصر على مدينة صور الكنعانية في ذلك الوقت حوالي عام 586 ق.م، ودام الحصار مدة 13 سنة حتى سنة 573 ق.م، وبذلك يعد هذا الحصار أطول حصار في التاريخ، ويقول نبوخذ نصر في إحدى مسلاته أنه خلع ملك صور الشرير، ووضع ملك آخر، وشتت أعداء بابل إلى جهات الأرض الأربعة.

## الحصار
بدأ الحصار في سنة 586 ق م، بعد أن تمكن البابليين بنجاح من إسقاط مملكة يهوذا واحتلال أورشليم. ونتيجة لتعاون صور مع مدن كنعانية أخرى مع مصر، بدأ هجوم البابليين على صور وتمكن خلال السنة الأولى فقط من السيطرة على أراضي المحاذية، لكن الصوريين إستبسلوا في جزيرتها لمدة 12 سنة، حتى رضخوا للبابليين وخلعوا ملكها إيثوبعل الثالث ليتولى بعل الثالث الحكم مكانه في سنة 573 ق م، لينهي البابليين الحصار عليها.